# Équipe cycliste Cycling Academy Trenčín
L'équipe cycliste Cycling Academy Trenčín est une équipe cycliste slovaque, créée en 2020 et ayant le statut d'équipe continentale en 2021.

## Cycling Academy Trenčín en 2021[1]
| Cycliste         | Date de naissance | Nationalité | Équipe 2020                       |  |
| ---------------- | ----------------- | ----------- | --------------------------------- |  |
| Ladislav Frolek  | 2 janvier 2002    | Slovaquie   |                                   |  |
| Miroslav Gavenda | 7 février 1997    | Slovaquie   |                                   |  |
| Michal Hloza     | 6 septembre 1997  | Slovaquie   |                                   |  |
| Tomáš Kalojíros  | 3 août 1994       | Tchéquie    | AC Sparta Praha                   |  |
| Juraj Lajcha     | 6 février 1994    | Slovaquie   |                                   |  |
| Andrej Líška     | 4 octobre 2000    | Slovaquie   |                                   |  |
| Simon Nagy       | 26 juillet 2001   | Slovaquie   | Dukla Banská Bystrica (Stagiaire) |  |
| Samuel Oros      | 15 avril 1998     | Slovaquie   | Dukla Banská Bystrica (2019)      |  |
| Ján Stöhr        | 5 avril 1991      | Tchéquie    | AC Sparta Praha                   |  |
| Pavel Stöhr      | 5 avril 1991      | Tchéquie    | AC Sparta Praha (2019)            |  |
| Martin Vlčák     | 23 juillet 1998   | Slovaquie   | Dukla Banská Bystrica             |  |
| Stagiaire        | Date de naissance | Nationalité | Équipe 2021                       |  |
| Marcin Zarebski  | 24 septembre 2000 | Pologne     |                                   |  |